# Maserati Tipo 151
La Tipo 151 è una autovettura coupé da competizione costruita dalla Maserati dal 1962 al 1963. Era utilizzata nelle gare di durata, ed aveva due posti con motore anteriore.

## Tecnica
La Tipo 151 segnò il ritorno di una progettazione più tradizionale, e utilizzava un telaio comprendente un traliccio di grossi tubi sia a sezione tonda che a sezione ovale, sospensioni anteriori indipendenti, il ponte De Dion. Aveva molte somiglianze con la Maserati Tipo 64, completata poco tempo prima.
Il motore derivava da quello installato sulla 450S con riduzione di cilindrata a 4000 cm³. Era un V8 con carburatori invertiti tipo Weber 45 IDM.
La carrozzeria si ispirava invece dalla Costin progettata da Zagato e dalla 450S, ma con una coda tronca accentuata. L'apertura delle portiere era da metà fiancata in su, poiché la parte bassa della stessa era destinata in parte dal telaio a traliccio ed in parte dal serbatoio del carburante.
Alla 24 Ore di Le Mans del 1962 la vettura affidata alla scuderia Maserati France fu presentata con la carrozzeria verniciata con i colori della bandiera francese. Le altre due furono affidate alla scuderia americana di Briggs Cunningham.

## Evoluzioni
Dei miglioramenti furono approntati successivamente all'esemplare "francese" in vista della 24 Ore di Le Mans del 1963, come il motore derivato dalla Maserati 5000 GT, che fu portato a 4941 cm³ di cilindrata. A differenza dal propulsore da cui derivava era a singola accensione ed iniezione indiretta. Erogava 430 bhp di potenza. Il modello rivisitato fu rinominato 151/2.
La Tipo 151 fu rivisitata ulteriormente nel 1964 quando ci furono radicali cambiamenti nel telaio, nella meccanica e nella carrozzeria, mentre il motore rimase invariato. Fu ribattezzata 151/3 (Tipo 152 da alcuni) e scherzosamente chiamata il “furgone da corsa”.
Nel 1965 ci fu un'ulteriore rivisitazione del telaio, della carrozzeria e questa volta anche del motore, che fu incrementato a 5046,8 cm³ di cilindrata. Questa versione fu chiamata Tipo 154 da alcuni, oppure 151/4. Il pilota Lloyd Casner rimase ucciso durante le prove prima di una gara. Il motore fu in seguito installato sulla Tipo 65 meno di due mesi dopo.
Attualmente esiste solo un esemplare originale della Tipo 151, numero di telaio 151.006 appartenuto alla scuderia di Briggs Cunningham, mentre l'altro esemplare "americano" (numero di telaio 151.004) fu distrutto in gara a Daytona nel febbraio 1963 e quello "francese" (numero di telaio 151.002), sottoposto alle evoluzioni, fu distrutto durante le sessioni di prova per la 24 Ore di Le Mans del 1965. Di quest'ultima vettura è stata costruita nel 1980 una replica utilizzando gli stampi originali della carrozzeria e un motore uguale a quello montato sull'originale.